# Twin Peaks, Västantarktis
Twin Peaks är en bergstopp i Antarktis. Den ligger i Västantarktis. Argentina, Chile och Storbritannien gör anspråk på området. Toppen på Twin Peaks är 750 meter över havet.
Terrängen runt Twin Peaks är huvudsakligen kuperad, men åt nordväst är den platt. Trakten är glest befolkad. Närmaste befolkade plats är Esperanza Base, 6,3 kilometer öster om Twin Peaks.